# Robert Curry
Robert Curry, surnommé Bob Curry (né le 14 août 1882 à New York (États-Unis) où il est mort le 12 novembre 1944) est un lutteur sportif américain.

## Biographie
Robert Curry obtient la médaille d'or olympique en 1904 à Saint Louis en poids mi-mouches.